# Théologie de la Nouvelle-Angleterre
La théologie de la Nouvelle-Angleterre désigne une école de théologie calviniste qui est apparue au sein des églises congrégationalistes de Nouvelle-Angleterre en 1732, lorsque le théologien Jonathan Edwards a commencé à publier son travail théologique. Portée par le grand réveil et influencée par les idées des Lumières, elle a culminé un peu avant la guerre de sécession et a décliné rapidement après 1880. Entre ces deux dates, elle n'en a pas moins été prédominante parmi les congrégationalistes et les presbytériens de Nouvelle Angleterre, ce qui conduisit à leur division en deux camps : les presbytériens de la nouvelle école (dits new school ou new light), attirés par les idées nouvelles, et les presbytériens de la vieille école (dits old school ou old light), peu désireux de voir les anciennes confessions de foi telles que la Confession de foi de Westminster diluées par les nouvelles affirmations. Elle a inspiré la création de plusieurs institutions, universités et œuvres chrétiennes importantes, dont la première société missionnaire américaine.

## Évolution
La théologie de la Nouvelle-Angleterre est passée par plusieurs étapes, notamment :
- sa première formulation par Jonathan Edwards (1703-1758), pasteur formé à l'université Yale, qui commence à publier ses idées à partir de 1732 ; son disciple Joseph Bellamy (en) (1719-1790) diffuse des idées similaires, notamment avec son livre paru en 1750 True Religion Delineated ;
- la « nouvelle divinité » (new divinity) de Samuel Hopkins (en) (1721-1803), qui prêche à partir de 1742 ;
- la « théologie de New Haven » élaborée par Nathaniel W. Taylor (1786–1858), professeur de théologie à l'université Yale à partir de 1822.

### La première théologie de la Nouvelle-Angleterre
La théologie de la Nouvelle-Angleterre établie par Edwards combinait le calvinisme de l'Assemblée de Westminster et du synode de Dordrecht avec des conceptions de Dieu et de la liberté de l'homme influencées par la philosophie des Lumières, conceptions tenues par leurs partisans pour être plus éthiques, mettant l'accent sur la liberté, la capacité et la responsabilité de l'homme. C'est donc la doctrine du serf-arbitre, interprétation de la Bible établie par Augustin d'Hippone et reprise par Luther comme par Calvin, qui cadre mal avec l'esprit du temps. La théologie de la Nouvelle Angleterre se veut opposée à ceux qui continuent à promouvoir l'arminianisme, condamné au synode de Dordrecht, et qui prône le libre-arbitre de l'homme, affirmant que celui-ci peut choisir de sa propre initiative d'être sauvé. Au cours de ses réflexions et écrits théologiques, Jonathan Edwards se trouve amené à produire une « reconstruction monumentale de l'orthodoxie réformée stricte » qu'il entendait pourtant défendre. Pour concilier liberté et Bible, il réinterprète d'abord le péché originel : la totalité de l'humanité n'est pas entièrement tombée dans le péché depuis la chute (ou le péché originel) mais c'est chaque personne humaine qui, librement, choisit de pécher dès son plus jeune âge. En bref, nos premiers péchés sont une extension de la transgression originelle d'Adam et la liberté humaine est donc compatible avec la corruption totale de l'homme. Ensuite, Edwards entend concilier calvinisme strict et arminianisme en établissant une distinction entre la « capacité naturelle » et l'« incapacité morale » à suivre le Christ. Le péché n'empêchant pas la volonté, Edwards affirmait que tous les hommes pouvaient choisir de suivre le Christ, ce qu'il nommait la « capacité naturelle » (natural ability), mais le péché empêche l'homme non régénéré de percevoir que Christ comme le plus grand bien, ce qu'Edwards nommait l'"incapacité morale" (moral inability). Edwards estimait que sa vision des choses laissait intacte la souveraineté de Dieu (donc la prédestination) car Dieu seul peut accorder à une âme humaine les dispositions d'esprit lui permettant de voir Dieu comme le plus grand bien.

### La « nouvelle divinité »

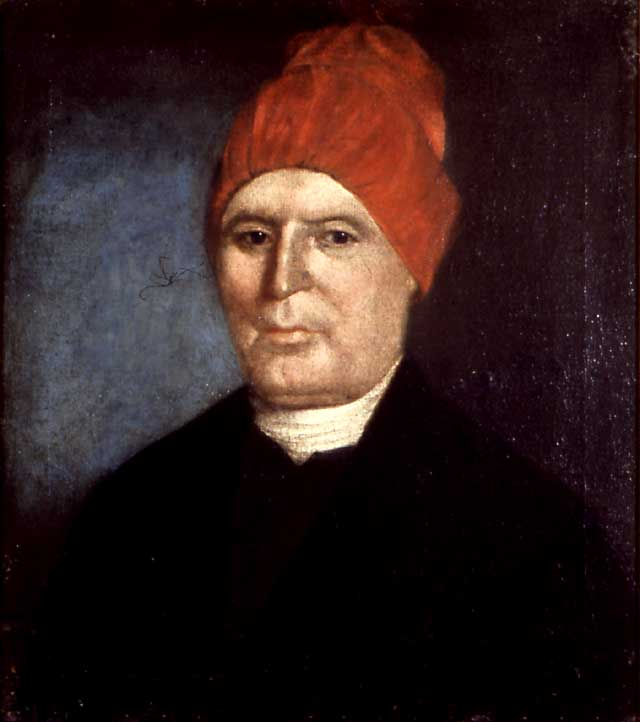
Samuel Hopkins, qui formalise la « nouvelle divinité. »

Les principes essentiels en sont tirés des écrits de Samuel Hopkins. Ils ont été développés et quelque peu modifiés par trois de ses amis, Stephen West, Nathanael Emmons et Samuel Spring. Le système contient les principes suivants, qui sont logiquement connectés les uns aux autres :
1. Chaque être moral qui choisit le bien a le pouvoir naturel de choisir le mal, et celui qui choisit le mal a le pouvoir naturel de choisir le bien.
2. Il n'est pas obligé d'accomplir un acte, sous réserve de sa capacité naturelle à l'accomplir.
3. Bien que les choix de chaque homme soient entièrement libres, il est néanmoins l'objet de la providence divine, dont les décrets s'étendent à tous ses mauvais choix comme à ses bons choix.
4. Tout péché est tellement rejeté par Dieu que cela devient une occasion de bien pour l'univers.
5. La sainteté et le péché de chaque agent moral lui appartiennent personnellement et exclusivement, et ne peuvent pas être littéralement imputés à un autre agent.
6. Comme la sainteté et le péché de l'homme résultent de l'exercice de sa volonté, il n'y a ni sainteté ni péché dans sa nature qui soit distincte de cet exercice (négation du péché originel).
7. Comme tous ses actes moraux avant la régénération sont assurés d'être entièrement pécheurs, aucune promesse de grâce régénératrice n'est faite à aucun d'entre eux.
8. Le pécheur impénitent est obligé et doit être exhorté à cesser tous les actes impénitents et à commencer une vie sainte. Son incapacité morale à obéir à cette exhortation n'est pas une incapacité littérale (la "corruption totale" calviniste), mais est une simple certitude que, laissé à lui-même, il va pécher ; cette certitude n’est pas une raison pour ne pas exiger et inciter à s’abstenir immédiatement de tout péché.
9. Chaque pécheur devrait être prêt à subir la punition que Dieu veut lui infliger. Il devrait se soumettre à la justice divine en punissant les autres pécheurs, et il devrait se soumettre à la justice divine en se punissant lui-même. Le châtiment favorise le plus grand bien de l’univers. Ce principe repose principalement sur les deux suivants.
10. Toute sainteté consiste dans la préférence choisie du plus grand par rapport au plus petit, et tout péché consiste dans la préférence choisie du plus petit par rapport au plus grand, qu'il s'agisse du bien ou d'êtres sensibles.
11. Tous les attributs moraux de Dieu sont compris dans la bienveillance générale, comprend la bienveillance simple, suffisante et composite. Il en va de même avec Sa justice qui comprend la justice législative, rétributive et publique.
12. L’expiation du Christ ne consiste pas à endurer la punition prévue par la loi, ni à exercer des fonctions requises par la loi, mais à manifester et à honorer par ses souffrances, et surtout par sa mort, tous les attributs divins qui se seraient manifestés au même degré par la punition des rachetés.
13. L’expiation a été faite pour tous les hommes, les non-élus aussi bien que les élus.

### La théologie de New Haven
Nathaniel Taylor a d'abord rejeté le déterminisme - l'idée que les décisions de Dieu sont seules responsables de toutes les activités dans l'univers. Cela lui permet de préserver l'idéal de la liberté de l'homme, principalement parce qu'il croyait que le déterminisme contredisait la liberté et était donc immoral. Puisque Dieu ne pouvait pas être immoral, alors le déterminisme ne pouvait pas être le fait d'une divinité parfaite et aimante. Au lieu de cela, il a créé un univers moral et il favorise l'action morale par un système de moyens et de finalités dans lequel l'homme peut répondre à des appels éthiques à la repentance. Taylor parle de l'« amour de soi » (selflove), terme qui désigne une partie naturelle de la nature humaine en vertu de laquelle une personne a un désir naturel de bonheur qui motive tous ses choix, à ne pas confondre - comme cela a parfois été le cas dans les polémiques - avec l’égoïsme (selfishness). L'« amour de soi » se manifeste par la repentance lorsque l'occasion lui en est donnée. Pour Taylor, la vie chrétienne, si elle était bien comprise, serait tellement attrayante, magnifique et bénéfique que l'inclination naturelle de l'homme serait de se convertir, une démarche qui est en son pouvoir selon cette conception théologique.
Dans cette logique, Taylor rejette l'idée que la mort du Christ sur la croix soit un sacrifice pour les péchés des chrétiens, préférant affirmer que la mort du Christ est le moyen par lequel Dieu peut exhorter les pécheurs à se détourner librement de leurs péchés et à se convertir, en particulier lorsqu'on leur présente les avantages et les privilèges d'une vie pieuse. Comme, pour beaucoup de chrétiens, le sacrifice du Christ sur la croix est la pierre angulaire de la foi chrétienne, un acte par lequel tous les péchés de l'humanité ont été imputés au Christ, tandis que la justice du Christ, ou sa perfection, est ensuite imputée à tous les croyants, cette affirmation de Taylor a conduit à de violentes attaques de la part des calvinistes orthodoxes.

## Controverses

### Personnalités opposantes
Les promoteurs de la théologie de la Nouvelle-Angleterre ont rencontré une opposition forte de la part des calvinistes dont ils modifiaient ou attaquaient les dogmes. Jonathan Edwards, en difficulté avec sa paroisse, finit par être interdit de prêche. Tout au plus pouvait-il exposer ses vues, essentiellement à des personnes extérieures à sa paroisse, les jeudis après-midi. Il prit ensuite un poste de missionnaire auprès de tribus indiennes, à Stockbridge (Massachusetts), d'où il rédigea plusieurs de ses livres, dont une réponse à l'un de ses opposants, Solomon Williams (1700–76) (Reply to Williams, 1752).
Le théologien Charles Hodge, et avec lui la faculté de théologie de Princeton, fut un opposant vigoureux tant de Samuel Hopkins que de Nathaniel W. Taylor.
Le théologien Bennett Tyler s'opposa fermement à Taylor et a fondé la faculté de Théologie d'East Windsor pour contrebalancer l'influence de l'université Yale. Bien que leur désaccord avec les enseignements de Samuel Hopkins aient été moindres, le partisans de Tyler se sont vigoureusement opposés à ce qu'ils considéraient comme les erreurs graves de la théologie de New Haven.

### Divisions au sein des églises

#### Old Light - New Light
Ces termes, très utilisés par la suite dans nombre de conflits religieux, sont indirectement dus à Jonathan Edwards qui, dans A Faithful Narrative of the Surprising Work of God (1737), avait décrit l'expérience religieuse intense de la grâce éprouvée par les convertis comme leur apportant une "lumière nouvelle" (a new light) dans leur vision du péché et de l'expiation. Au sein des églises congrégationnalistes, baptistes et presbytériennes de Nouvelle Angleterre, on a alors commencé à parler de new light pour désigner ceux qui étaient touchés par le grand réveil et de old light pour ceux qui s'en méfiaient et s'en tenaient à distance. L'historien Richard Bushman (en) fait remonter à cette division la création de factions politiques dans le Connecticut au milieu du XVIIIe siècle.

#### Old Side - New Side
L'Église presbytérienne aux États-Unis d'Amérique (PCUSA) allait se diviser pendant le grand réveil en Pennsylvanie entre les partisans du réveil appelés New Side et ses opposants appelés Old Side.. Deux églises séparées ont existé de 1741 à 1758. Quand on parle du débat d'idées on se réfère en général aux expressions Old Light et New Light, mais quand on parle de cet épisode historique on parle de Old Side et New Side. Jonathan Edwards était l'un des principaux théologiens défendant le réveil et sa théologie se voulait conciliatrice du Réveil et de l'orthodoxie calviniste. Ses opposants étaient le fer de lance du Old Side.

#### Old School – New School
Le schisme entre la « vieille école » et la « nouvelle école » s'est produit en 1837, pendant le second grand réveil, au sein de l'Église presbytérienne des États-Unis d'Amérique qui a eu lieu en 1837 et dura plus de 20 ans. La « vieille école » (The Old School) avait pour leader Charles Hodge du Princeton Theological Seminary et défendait le calvinisme pur de la Confession de Westminster. La « nouvelle école » était la théologie de Jonathan Edwards, Samuel Hopkins, Joseph Bellamy et Nathaniel Taylor, dite théologie de la Nouvelle Angleterre, qui avait pleinement embrassé le Réveil. La polémique alla jusqu'à la mise en jugement de la théologie de New Haven pour hérésie, en 1835, au travers de deux pasteurs de la New Schol, Albert Barnes et de Lyman Beecher, tous deux accusés d'hérésie par les calvinistes de l'ancienne école. Albert Barnes fut acquitté et reconnu comme orthodoxe par le Synode de Philadelphie. Lyman Beecher fut acquitté et reconnu comme orthodoxe par le Synode de Cincinnati. Ainsi, Taylor et la théologie de New Haven, ou la théologie de la Nouvelle École de Théologie, ont finalement été déclarés être une école théologique chrétienne orthodoxe.
Par la suite, les deux branches de la vieille école et de la nouvelle école se sont chacune divisées sur la question de l'esclavage, dans les églises du sud et du nord. Après trois décennies d'opération séparée, la division entre Old School et New School a disparu, en 1865 dans le sud et en 1870 dans le nord, pour former deux dénominations presbytériennes : l'Église presbytérienne des États-Unis (PCUS) au sud et l'Église presbytérienne aux États-Unis d'Amérique (Presbyterian Church in the United States of America, PCUSA), dans le nord.

## Postérité
La théologie de la Nouvelle-Angleterre , associée à l'énergie du "grand réveil", a été à l'origine de la fondation de tous les séminaires des congrégationalistes et de plusieurs séminaires presbytériens et d'université telles que Amherst College à l'est à Pacific University (en) à l'ouest. Elle a donné l’impulsion nécessaire à la naissance en 1810 du American Board of Commissioners for Foreign Missions (ABCFM), la plus ancienne organisation missionnaire chrétienne des États-Unis, et a conduit un grand nombre d’initiatives pour prêcher et faire advenir le royaume de Christ sur la terre.